# Marc Lewon
Marc Lewon est un musicien allemand né en 1972, se dédiant principalement à la musique ancienne. Ses instruments sont le chant, le luth, la guiterne, la vièle à archet et les violes de la renaissance.

## Parcours
Après ses deux masters de musicologie et de lettres allemandes à l'université de Heidelberg, Marc Lewon se spécialise dans la pratique de la musique ancienne à la Schola Cantorum Basiliensis, avec entre autres Crawford Young (luth), Randall Cook (vièle à archet) et Kathleen Dineen (chant). Il en sort avec un diplôme de concertiste « avec distinction » (allemand : mit Auszeichnung) ainsi qu'un « concert de fin d'études » (Abschluss) en vièle.

## Activité
Il combine la recherche musicologique et sa grande expérience de concertiste, et travaille à de nombreux projets réunissant pratique et théorie dans la musique médiévale et renaissance. Il crée l'ensemble Leones en 2008, mettant en œuvre ses connaissances dans le domaine du Minnesang. Il est également membre fondateur de Dulce Melos (2004) spécialisé dans la musique de la première Renaissance et dans les répertoires instrumentaux en général, tout en jouant au sein de nombreux ensembles, tels Ensemble Unicorn, Spielleyt (en) (jusqu'à 2008), Perlaro, Les Flamboyants, ensemble Peregrina, Le Miroir de Musique, Ensemble Dragma.
Il est au centre de multiples publications discographiques et éditoriales et participe à diverses émissions radiophoniques ou télévisées.

## Publications scientifiques
- « Die Liedersammlung des Liebhard Eghenvelder: im Ganzen mehr als die Summe ihrer Teile », in : Alexander Rausch et Björn R. Tammen (ed.): Musikalische Repertoires in Zentraleuropa (1420–1450). Prozesse & Praktiken (Wiener Musikwissenschaftliche Beiträge, 26), Böhlau, Wien/Köln/Weimar 2014, p. 299-343.
- « In het voetspoor van Veldeke. Essay over de verloren melodieën van Hendrik van Veldeke », in : Herman Baeten (ed.): Hendrik van Veldeke en zijn muziek, Alamire, Neerpelt 2014, p. 161–176, 191-3 (notes), 212-3 (bibliographie).
- « Vom Tanz im Lied zum Tanzlied? Zur Frage nach dem musikalischen Rhythmus in den Liedern Neidharts », in : Dorothea Klein, Brigitte Burrichter, Andreas Haug (ed.): Das mittelalterliche Tanzlied (1100-1300). Lieder zum Tanz – Tanz im Lied (Würzburger Beiträge zur deutschen Philologie, 37), Würzburg 2012, p. 137-179.
- « Wie klang Minnesang? Eine Skizze zum Klangbild an den Höfen der staufischen Epoche », in : Volker Gallé (ed.): Dichtung und Musik der Stauferzeit. Wissenschaftliches Symposium der Stadt Worms vom 12. bis 14. November 2010 (= Schriftenreihe der Nibelungenlied-Gesellschaft Worms, 7), Worms-Verlag, Worms 2011, p. 69-123.
- « Oswald von Wolkenstein als Komponist ein- und mehrstimmiger Lieder », in : Hans-Dieter Mück (ed.): Ich Wolkenstein 1445 - 2011, Begleitbuch zur Ausstellung, Band II, Athesia Bozen 2011, p. 218-220.
- « Oswald von Wolkenstein : Die mehrstimmigen Lieder », in : Ulrich Müller, Margarete Springeth (ed.): Oswald von Wolkenstein. Leben - Werk - Rezeption, De Gruyter, Berlin/New York 2011, p. 168-191.
- « Der gesungene Gedichtsvortrag: Eine musikalische Hypothese über die Lieder Walthers von Klingen », in : Stadt Wehr (ed.) : Walther von Klingen und das Kloster Klingental zu Wehr, Thorbecke, Ostfildern 2010, p. 131-145.
- Das Lochamer Liederbuch in neuer Übertragung und mit ausführlichem Kommentar, ed. Marc Lewon, 3 Bände, Verlag der Spielleute, Brensbach 2007/2008/2010.
- « Alexandre Agricola et ung bon joueur de luz – Agricola und die Laute », in : Nicole Schwindt (ed.) Alexander Agricola – Musik zwischen Vokalität und Instrumentalismus, Kassel, Basel, London, New York, Praha 2007 (= Trossinger Jahrbuch für Renaissancemusik, 6, 2006), p. 141-170. Anglese: « Agricola et ung bon joueur de luz - Agricola and the Lute », in : Quarterly of the Lute Society of America, vol. XLIII, No. 4, November 2008, p. 7-21.
- « Nu wol ûf, ritter, ez ist tac! Die Tagelieder des von Wissenlo mit Melodien », ed. par Marc Lewon et Albrecht Haaf, Brensbach/Allemagne (Verlag der Spielleute) 2004.
- « Auf der Suche nach der "verlorenen" Musik », in : Karfunkel – Zeitschrift für erlebbare Geschichte (Nr. 46, Juni/Juli 2003, p. 116-121 et Nr. 47, August/September 2003, p. 22-27).
- « Einführung zur Musik im Mittelalter », in : Karfunkel – Zeitschrift für erlebbare Geschichte  (Nr. 31, September/Oktober 2000, p. 30-34 et Nr. 32, November/Dezember 2000, p. 28-33).
- « Mittelalterliche Musik verstehen, oder : den Hörer in die Pflicht nehmen », in : Karfunkel – Zeitschrift für erlebbare Geschichte (Nr. 34), Juni/Juli 2000, p. 19.

## Discographie
- Argentum et Aurum - Musical Treasures from the Early Habsburg Renaissance, Ensemble Leones (Naxos, 2015)
- Kingdom of Heaven - Heinrich Laufenberg, Ensemble Dragma (Jane Achtman, Agnieszka Budzińska-Bennett, Marc Lewon) (Ramée, 2014)
- The Cosmopolitan - Songs by Oswald von Wolkenstein, Ensemble Leones (Christophorus, 2014)
- Ave meres sterne - Deutsche Weihnachtsmusik des Mittelalters, La Mouvance (Zweitausendeins Edition, 2013)
- Colours in the Dark – The Instrumental Music of Alexander Agricola, Ensemble Leones (Christophorus, 2013)
- The Birth of the Violin, Le Miroir de Musique (Ricercar, 2013)
- Heinrich Isaac: Ein frölich wesen. Secular & textless music, Ensemble Les Flamboyants (Christophorus, 2012)
- Das Glogauer Liederbuch (The Glogau Song Book). Songs, Comic Tales and Tails, Sabine Lutzenberger, Martin Hummel, Marc Lewon & Ensemble Dulce Melos (Naxos, 2012)
- Veiled Desires. Lives and Loves of Nuns in the Middle Ages / Nonnenliebe und Nonnenleben im Mittelalter / Vie et amour de nonnes au Moyen Âge, ensemble peregrina (Raumklang, 2012)
- La Bella Mandorla. Madrigals from the Codex Squarcialupi, ensemble palatino87 (cpo, 2012)
- Neidhart. A Minnesinger and his „Vale of Tears“: Songs and Interludes, Ensemble Leones (Naxos, 2012)
- Le Maître de "Fricassée". Secular Music of Jean Japart (15th century), Les Flamboyants (Christophorus, 2011)
- Frolich, zärtlich, lieplich... Oswald von Wolkenstein. Liebeslieder/Love songs/Chansons d'amour/Canzoni d'amore, Ensemble Unicorn (Raumklang, 2011)
- Les fantaisies de Josquin – The Instrumental Music of Josquin Desprez, Ensemble Leones (Christophorus, 2011) – ce disque contient la première mondiale au disque de "Sei gelobt, du Baum" d'Arvo Pärt
- Amor vincit omnia – Medieval Love Songs, a chantar (Christophorus, 2011)
- La contenance angloise – English Style in 15th century Burgundy – Dunstable & Dufay, Binchois, Brassart, chant1450 (Christophorus, 2010)
- Camino de Santiago, Villasirga, Montserrat – Medieval Music from Spanish Pilgrimages, Early Music Freiburg (Christophorus, 2010)
- Sotto l’imperio del possente prince – Hommage Music of the 14th and 15th Century, Ensemble Perlaro (Panclassics, 2010)
- Oswald von Wolkenstein - Songs of Myself, Andreas Scholl & Shield of Harmony (Crawford Young, Kathleen Dineen, Margit Übellacker, Marc Lewon) (Harmonia Mundi, 2010)
- Danse et Chanson, Grand Désir (Aliud, 2009)
- Vincenzo da Rimini, Ensemble Perlaro (Rimini, 2009)
- Kyrie, Ensemble Le Basile (The Gift of Music, 2008)
- Das Lochamer Liederbuch, Ensemble Dulce Melos & Martin Hummel (NAXOS, 2008)
- Cum Tympano, Early Music Freiburg (Christophorus Verlag, 2007)
- Tamburi Mundi - Live 2007, Early Music Freiburg (Murat Coskun, 2007).
- Liebes langer mangel ist meines herzen angel, Ensemble Unicorn (Schloß Tirol, 2007)
- Otfrid von Weißenburg (800-870): Liber Evangeliorum, ensemble officium (Christophorus, 2005)
- Tempus fugit, Early Music Freiburg (Christophorus, 2003)
- Giovanni Pierluigi da Palestrina: Le Vergini di Petrarca, ensemble officium (Christophorus, 2001)
- Nu wol ûf, ritter, ez ist tac! Die Tagelieder des von Wissenlo, Early Music Freiburg (Verlag der Spielleute, 2001)
- Pilgerwege, Early Music Freiburg (Verlag der Spielleute, 2000)
- Lima-Liturgie - Maxime Kovalevsky, ensemble officium (Christophorus, 2000).
- Argentea, Wünnespil (Verlag der Spielleute, 2000)
- Eure Ohren werden Augen machen, Oni Wytars (KZK, 1997)
- Ich, Michel Beheim, Ensemble Trecento, (Verlag der Spielleute, 1997)

## Enseignement
Après avoir enseigné à la Schola Cantorum Basiliensis et au conservatoire de Leipzig, il est actuellement le directeur d'une formation de perfectionnement en musique médiévale au Burg Fürsteneck.